# حسين باشا الأوخريدي
حسين باشا الأوخريدي (بالتركية: Ohrili Hüseyin Paşa)‏ كان الصدر الأعظم للدولة العثمانية في الفترة ما بين مارس 1621 حتى 17 سبتمبر 1621. تُوفي في 20 مايو 1622 بمدينة إسطنبول. 